# Norwegisches Rotvieh

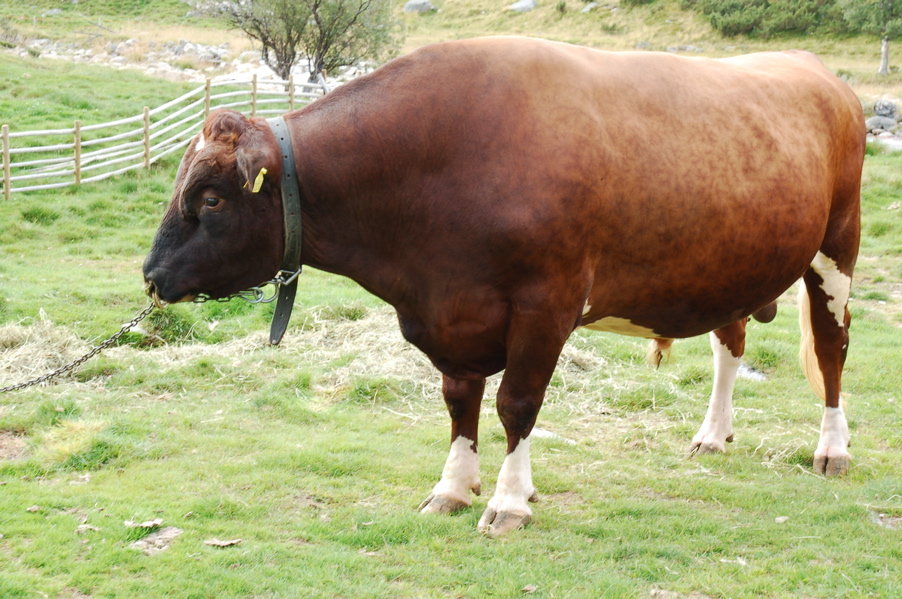
NRF-Bulle „Samson“

Norwegisches Rotvieh (Norw.: Norsk rødt fe, NRF) ist eine norwegische Rasse des Hausrinds. Die rötlichen bis schwarzen Tiere mit hellen Flecken stellen die dominierende Rinderrasse in Norwegen dar und dienen vorwiegend der Milch- und Rindfleischproduktion. Als eigene Rasse wurde norwegisches Nutzvieh 1935 etabliert, welches sich aus Kreuzungen älterer norwegischer Rassen mit dem schwedischen Rotvieh und dem finnischen Ayrshire-Rind rekrutierte. Noch heute werden ausgewählte Bullen dieser beiden Stammrassen zur Zucht mitverwendet.
Die Beibehaltung und Weiterführung der Zucht des norwegischen Rotviehs wird von dem Viehzüchterverband Geno verfolgt. Dazu werden Herdbücher geführt und Viehschauen durchgeführt. Die Herdbücher sind in einem nationalen Stammbuchregister zusammengefasst. In diesen Herdbüchern werden sämtliche Daten, insbesondere über die Gesundheit und tierärztliche Untersuchungen der Kühe, festgehalten. 
Der Samen des norwegischen Rotviehs wird weltweit in über 20 Länder exportiert.